# Peter Rühmkorf

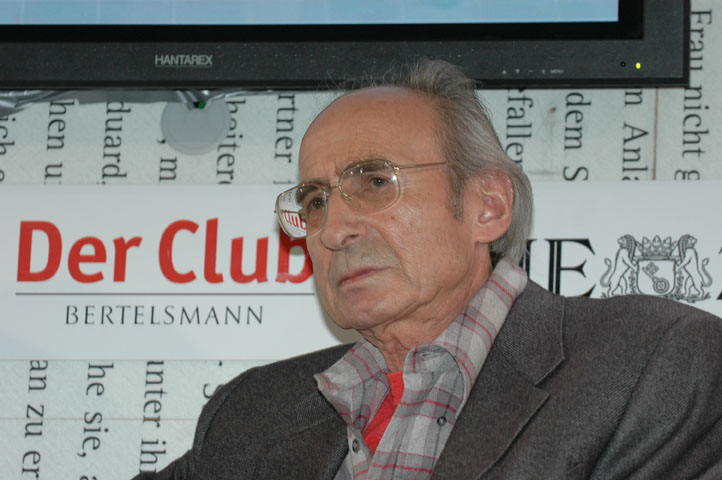
Peter Rühmkorf, 2004

Peter Rühmkorf (* 25. Oktober 1929 in Dortmund; † 8. Juni 2008 in Roseburg im Kreis Herzogtum Lauenburg (Schleswig-Holstein); Pseudonyme: Lyng, Peter Torborg, Leo Doletzki, Leslie Meier, Johannes Fontara (gemeinsam mit Werner Riegel), John Frieder, Hans-Werner Weber, Harry Flieder, Hans Hingst; Übername: Lyngi) war einer der bedeutendsten deutschen Lyriker, Essayisten und Pamphletisten nach 1945.

## Leben
Peter Rühmkorf wuchs als nichtehelicher Sohn der Lehrerin Elisabeth Rühmkorf (1895–1989), einer Otterndorfer Pastorentochter, in Warstade (heute Ortsteil der Stadt Hemmoor) bei Stade auf. Sein Vater war der Puppenspieler Hans Westhoff. Peter Rühmkorf war ein Patenkind von Karl Barth. 1951 legte er am Athenaeum Stade sein Abitur ab. Von 1951 bis 1956/57 studierte er zunächst Pädagogik und Kunstgeschichte, später Germanistik und Psychologie in Hamburg. Sein ursprüngliches Studienziel, Volksschullehrer, gab Rühmkorf nach einigen Semestern auf und brach das Studium ab. Ein Konflikt mit seinen Professoren soll nach eigenen Angaben die Ursache gewesen sein.

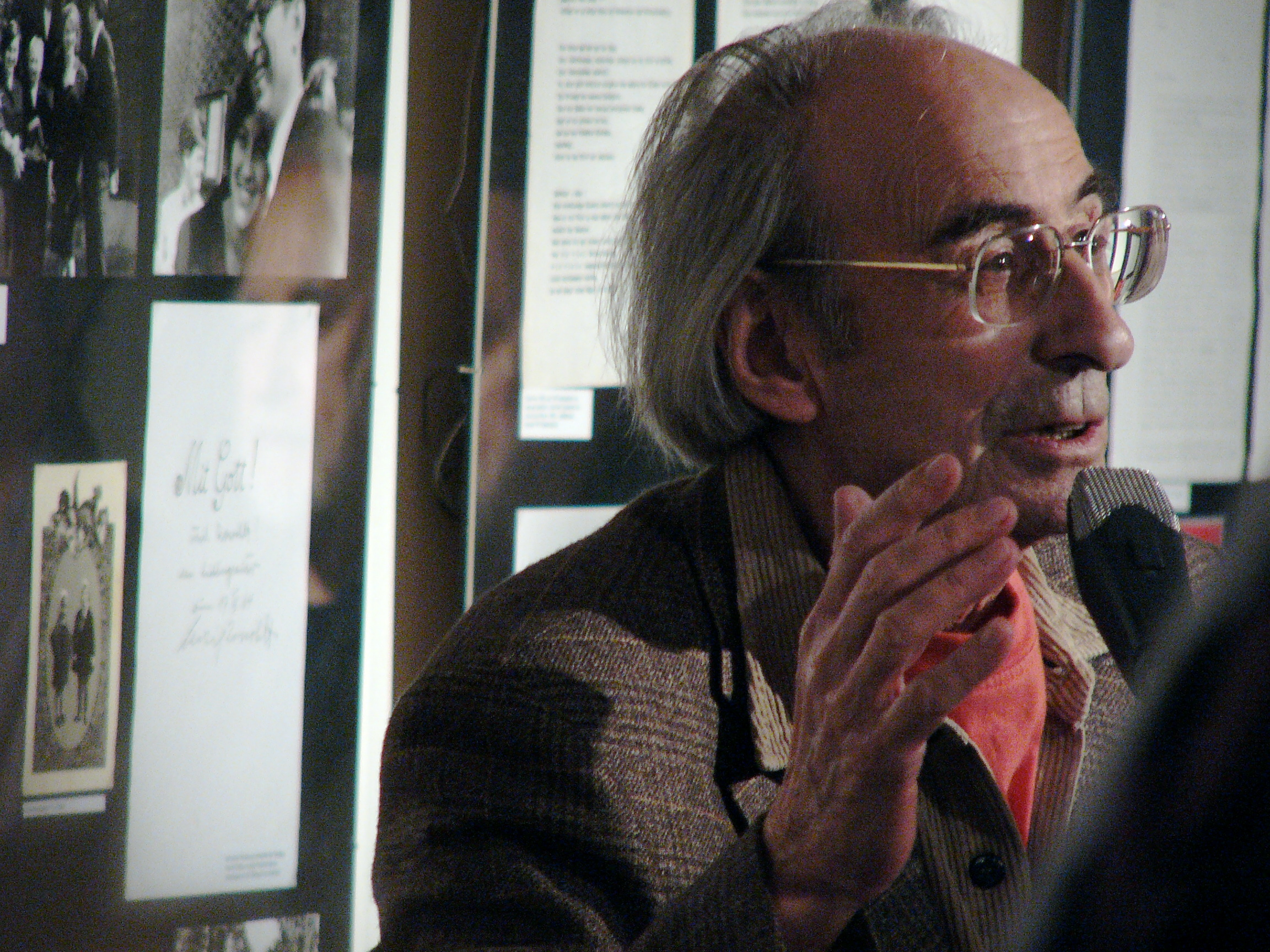
Peter Rühmkorf, 2004

Zusammen mit dem Lyriker und Essayisten Werner Riegel gab er von 1951 bis zu dessen Tod 1956 die hektografierte Literaturzeitschrift Zwischen den Kriegen im Eigenverlag heraus. Diese war zugleich lyrische und politische Plattform des Finismus und in der Rückschau eine bedeutende Heftreihe jener Jahre. Rühmkorf war einer der Gründer und Hauptautor im Studentenkurier, der für die junge widerständische Intelligenz der 1950er Jahre bedeutsam war. Später veröffentlichte er in der Folge-Zeitschrift konkret.
Von 1958 bis 1964 arbeitete Rühmkorf als Verlagslektor im Rowohlt Verlag. Seither war er in Hamburg freier Schriftsteller und Dichter. Oft trug Rühmkorf seine eigenen Gedichte öffentlich vor, teilweise mit Jazz-Begleitung von Michael Naura und Wolfgang Schlüter. 1966 nahm er an einer Veranstaltung Jazz und Lyrik auf dem Adolphsplatz in Hamburg teil. Er erhielt zahlreiche literarische Preise und war häufig Gastdozent an deutschen und internationalen Universitäten. Er war 1969 bis 1970 in Austin (Texas), 1977 in Essen, 1978 in Warwick, 1980 in Frankfurt am Main und Hannover, 1983 in New Hampshire und 1985/86 in Paderborn. In den 1960er Jahren arbeitete Rühmkorf auch als Dramatiker, die drei damals entstandenen Theaterstücke waren jedoch – zumal wegen tagespolitischer Konstellationen in beiden Teilen Deutschlands – wenig erfolgreich.
1972 erschien seine Autobiografie Die Jahre die ihr kennt.

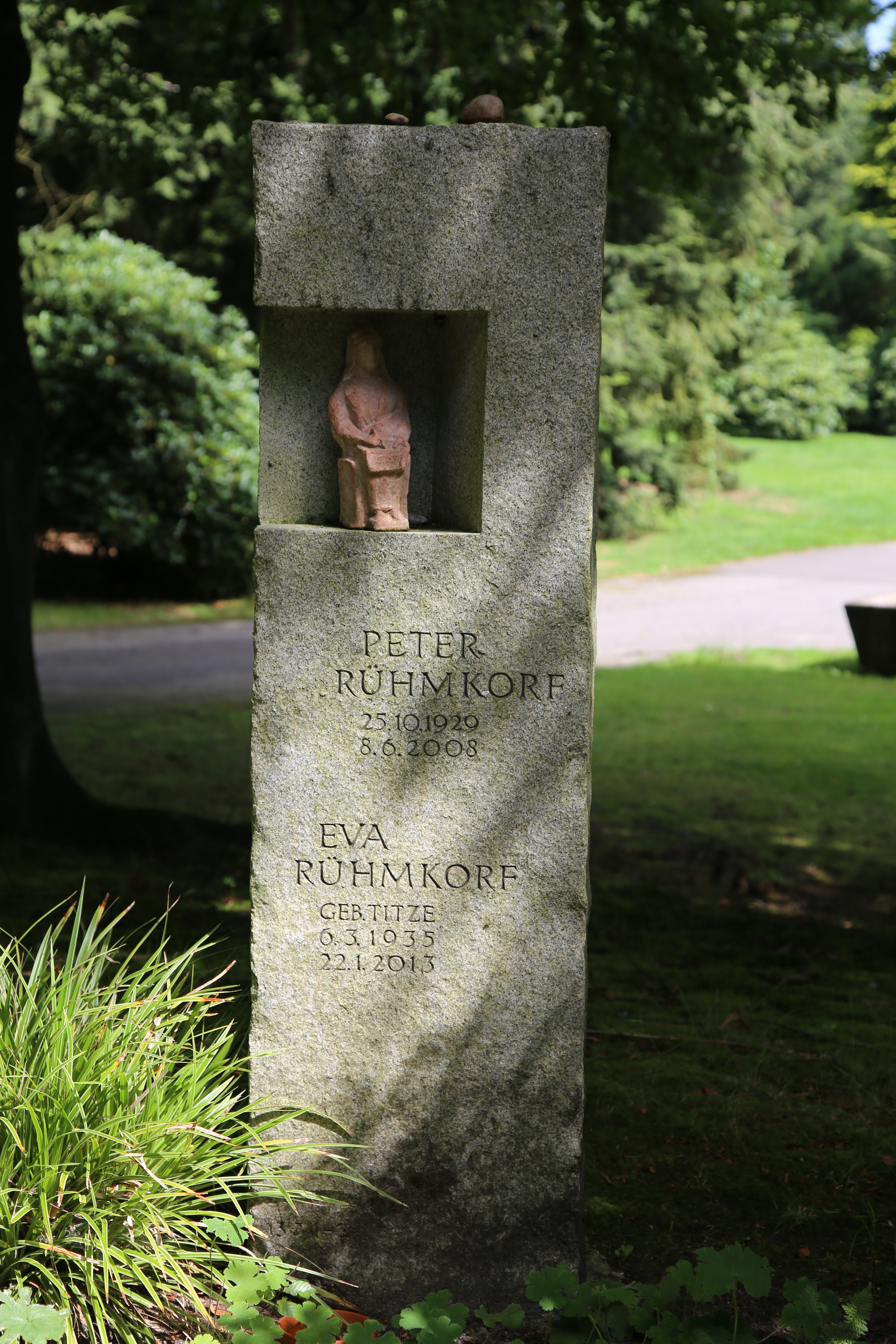
Grab von Peter und Eva Rühmkorf auf dem Hauptfriedhof Altona

1964 heiratete er die Psychologin Eva Titze (1935–2013). Sie lebten seit den frühen 1970er Jahren in Övelgönne im Hamburger Stadtteil Othmarschen.
Peter Rühmkorf starb am 8. Juni 2008 im Alter von 78 Jahren im schleswig-holsteinischen Roseburg, wo er zuletzt gewohnt hatte, an Krebs. Sein Urnengrab befindet sich auf dem Hauptfriedhof Altona. Auf der Rückseite des Grabsteins befindet sich ein Zitat Rühmkorfs: „Romantiker: Die Aufklärung mag gegen uns sprechen, aber wir sind trotzdem für sie.“
Rühmkorf war Mitglied der Gruppe 47, des P.E.N. sowie der Akademie der Künste (Berlin), der Deutschen Akademie für Sprache und Dichtung, Darmstadt, und der Freien Akademie der Künste, Hamburg.
Rühmkorfs Nachlass liegt im Deutschen Literaturarchiv Marbach. Teile davon sind im Literaturmuseum der Moderne in Marbach in der Dauerausstellung zu sehen.

## Werk und Wirken
Peter Rühmkorf hat seit den 1950er Jahren die Zeitgeschichte, den Kulturbetrieb und die Entwicklungen der Literatur, besonders der Lyrik, aufmerksam, kritisch, polemisch mit seinen scharfsichtigen und scharfzüngigen Anmerkungen begleitet. Seine Essays und Reden erweisen ihn als Erben der Aufklärung und als Kämpfer für den „Hochseil“-Akt, aufklärerisch-politische Ziele mit den Forderungen der Poesie und den Rechten des Individuums zu verbinden.
Was die kritischen Arbeiten fordern, versuchte er mit Gedichten einzulösen. Seine Sprache kommt der Artistik nahe: vieldeutiges Sprachspiel, Wortwitz, verblüffende Reime, Gedankenakrobatik, überraschende Bilder. Rühmkorfs Wandlungsfähigkeit kommt seinem literarischen Ahnherrn Heine gleich, es ist die „geistig-politische Schmuggelware“. Rühmkorf verbindet Brillanz mit Anleihen bei der Poesie des Volkes, die er in ihren Spielarten gesammelt und veröffentlicht hat. Er wird als „artistischer Volkssänger“, „witziger Aufklärer“, „subversiver Sprachvirtuose“ bezeichnet, der uns heutige „aufgeklärte Märchen“ erzählt. Er zeigte, was Dichtung heute sein kann: „ein utopischer Raum, in dem freier geatmet, inniger empfunden, radikaler gedacht und dennoch zusammenhängender gefühlt werden kann als in der sogenannten wirklichen Welt“.

## Würdigung

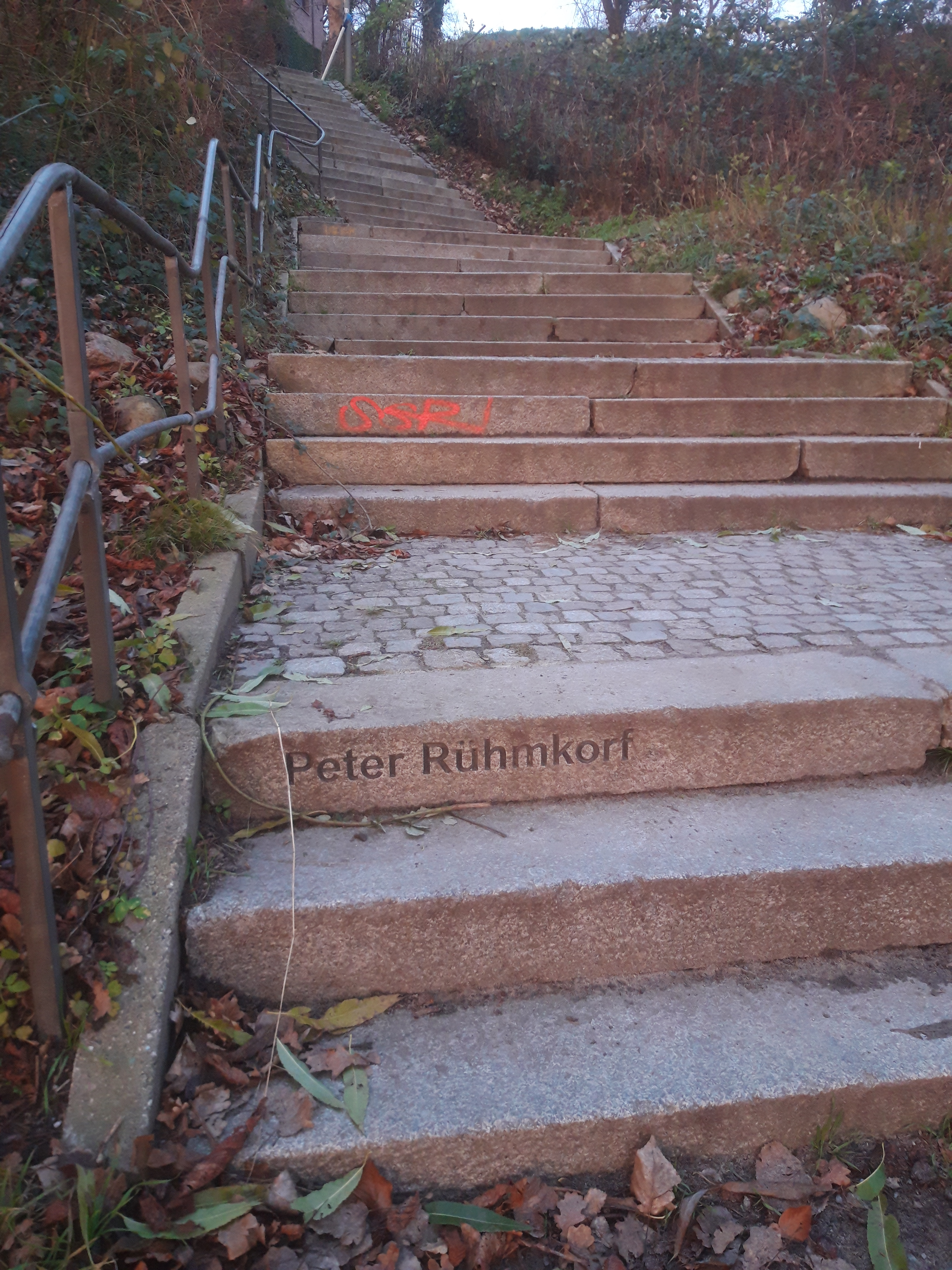
Ringelnatztreppe in Hamburg-Othmarschen

In der Lyrik der 1980er und 1990er Jahre hat er seinen Werktitel aus dem Jahre 1979 „Haltbar bis Ende 1999“ widerlegt. In seinen Tagebüchern erschloss er sich nach der Wende eine neue Gattung zwischen Zeitkritik und Autobiographie.
Zu seinem 75. Geburtstag (2004) zeigte das Hamburger Museum für Kunst und Gewerbe eine Ausstellung zu Werk und Leben Rühmkorf Revue – Ein Bilderbogen zum 75sten. Die etwa 850 Exponate gaben eine zeitgeschichtliche Einsicht in das umfangreiche Privatarchiv des Dichters.
Zum achtzigsten Geburtstag des Schriftstellers veranstaltete die Arno Schmidt Stiftung in Bargfeld in Verbindung mit dem Nordkolleg Rendsburg vom 22. bis 25. Oktober 2009 eine Tagung. Die Freie Akademie der Künste in Hamburg widmete ihrem langjährigen Mitglied zu diesem Anlass einen Gedächtnisabend: „Freunde lesen Rühmkorf“.
2019 richtete die Arno Schmidt Stiftung die Ausstellung „Laß leuchten! Peter Rühmkorf zum Neunzigsten“ aus, die vom 21. August 2019 bis zum 20. Juli 2020 im Altonaer Museum in Hamburg zu sehen war und vom 25. Oktober 2020 bis 1. August 2021 im Schiller-Nationalmuseum in Marbach gezeigt wird. Im Juli 2019 wurde seinem Wunsch folgend eine Stufe der Ringelnatztreppe in Hamburg-Othmarschen mit Peter Rühmkorf markiert.

## Auszeichnungen
- 1958: Hugo-Jacobi-Preis
- 1964: Stipendiat der Deutschen Akademie Rom Villa Massimo
- 1976: Stadtschreiber von Bergen
- 1976: Johann-Heinrich-Merck-Preis für literarische Kritik und Essay
- 1979: Erich Kästner Preis für Literatur der Erich Kästner Gesellschaft
- 1979: Annette-von-Droste-Hülshoff-Preis
- 1980: Alexander-Zinn-Preis der Freien und Hansestadt Hamburg
- 1980: Literaturpreis der Stadt Bremen
- 1984: Ehrengabe der Heinrich-Heine-Gesellschaft
- 1986: Arno Schmidt Preis
- 1987: documenta-Schreiber
- 1988: Heinrich-Heine-Preis des Ministeriums für Kultur der DDR
- 1989: Ehrenpromotion durch die Justus-Liebig-Universität Gießen
- 1993: Georg-Büchner-Preis
- 1993: Justinus-Kerner-Preis
- 1993 Plakette der Freien Akademie der Künste in Hamburg
- 1994: Medaille für Kunst und Wissenschaft der Freien und Hansestadt Hamburg
- 1996: Preis der SWR-Bestenliste
- 1996: Walter-Hasenclever-Literaturpreis
- 1999: Ehrendoktorwürde der Philosophischen Fakultät der Georg-August-Universität Göttingen
- 2000: Carl-Zuckmayer-Medaille
- 2000: Hoffmann-von-Fallersleben-Preis für zeitkritische Literatur
- 2000: Johann-Heinrich-Voß-Preis für Literatur und Politik
- 2002: Joachim-Ringelnatz-Preis
- 2003: Nicolas-Born-Preis
- 2005: Erik-Reger-Preis
- 2009: Kasseler Literaturpreis für grotesken Humor (postum)

## Werke

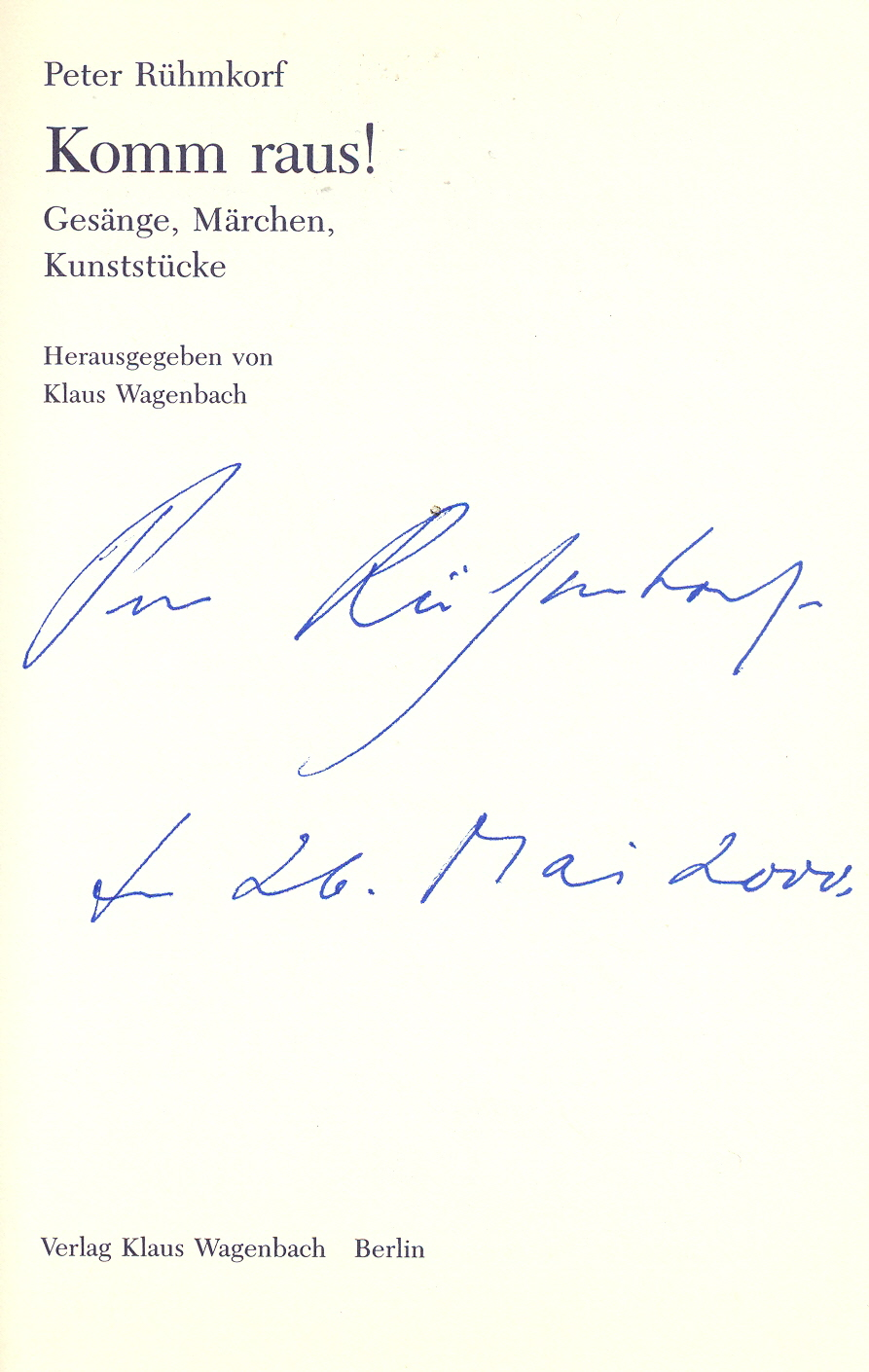
Autograph

### Sämtliche Werke [Oevelgönner Ausgabe]
Wallstein Verlag, Göttingen (seit 2022)
- GEDICHTE 1 (1946–1962). Herausgegeben von Susanne Fischer, Hans-Edwin Friedrich und Stephan Opitz. 2024 (= Oevelgönner Ausgabe; Bd. I/1).
- ESSAYS UND MONOGRAPHIEN 1. SCHRIFTEN ZUR POETIK (1953–1967). Herausgegeben von Hans-Edwin Friedrich. 2023 (= Oevelgönner Ausgabe; Bd. I/9).
- ESSAYS UND MONOGRAPHIEN 4. LITERATURKRITIK (1953–1962). Herausgegeben von Stephan Opitz und Barbara Potthast. 2022 (= Oevelgönner Ausgabe; Bd. I/12).

### Werkausgabe
Rowohlt Verlag, Reinbek bei Hamburg.
- Band 1: Gedichte. Hrsg. von Bernd Rauschenbach. 2000, ISBN 978-3-498-05752-7.
- Band 2: Die Jahre die Ihr kennt. Anfälle und Erinnerungen. Hrsg. von Wolfgang Rasch. 1999, ISBN 978-3-498-05753-4.
- Band 3: Schachtelhalme. Schriften zur Poetik und Literatur. Hrsg. von Hartmut Steinecke. 2001, ISBN 978-3-498-05764-0.
- Band 4: Die Märchen. Hrsg. von Heinrich Detering und Sandra Kerschbaumer. 2007, ISBN 978-3-498-05780-0.

### Zu Lebzeiten erschienen
- In: Zwischen den Kriegen. Zs., 1952–1956: zahlreiche Beiträge, davon viele pseudonym.
- Heiße Lyrik. Mit Werner Riegel.  Limes, Wiesbaden 1956.
- Irdisches Vergnügen in g. Fünfzig Gedichte. Rowohlt, Hamburg 1959.
- Wolfgang Borchert. Biographie. Rowohlt, Reinbek 1961.
- Kunststücke. Fünfzig Gedichte nebst einer Anleitung zum Widerspruch. Rowohlt, Reinbek 1962.
- Über das Volksvermögen. Exkurse in den literarischen Untergrund. Rowohlt, Reinbek 1967. (Kinder- und Abzählverse, Trivialtravestien aus hundert Jahren).
- Was heißt hier Volsinii? Bewegte Szenen aus dem klassischen Wirtschaftsleben. Rowohlt, Reinbek 1969. (Bühnenstück)
- Die Jahre die ihr kennt. Anfälle und Erinnerungen. Rowohlt, Reinbek 1972.
- Lombard gibt den Letzten. Ein Schauspiel. Wagenbach, Berlin 1972.
- Die Handwerker kommen. Ein Familiendrama. Wagenbach, Berlin 1974.
- Walther von der Vogelweide, Klopstock und ich. Rowohlt, Reinbek 1975.
- Phoenix – voran! Gedichte. pawel pan, Dreieich 1977.
- Strömungslehre I. Poesie. Rowohlt, Reinbek 1978.
- Haltbar bis Ende 1999. Gedichte. Rowohlt, Reinbek 1979.
- Auf Wiedersehen in Kenilworth. Ein Märchen in dreizehn Kapiteln. Fischer, Frankfurt am Main 1980.
- Im Fahrtwind. Gedichte und Geschichte. Bertelsmann, Berlin 1980.
- agar agar – zaurzaurim. Zur Naturgeschichte des Reims und der menschlichen Anklangsnerven. Rowohlt, Reinbek 1981.
- Kleine Fleckenkunde. Haffmans, Zürich 1982.
- Der Hüter des Misthaufens. Aufgeklärte Märchen. Rowohlt, Reinbek 1983.
- Blaubarts letzte Reise. Ein Märchen. pawel pan, Dreieich 1983.
- Bleib erschütterbar und widersteh. Aufsätze – Reden – Selbstgespräche. Rowohlt, Reinbek 1984.
- Mein Lesebuch. Fischer, Frankfurt am Main 1986.
- Außer der Liebe nichts. Liebesgedichte. Rowohlt, Reinbek 1986.
- Dintemann und Schindemann. Aufgeklärte Märchen. Reclam, Leipzig 1986.
- Selbstredend und selbstreimend. Gedichte – Gedanken – Lichtblicke. Reclam, Stuttgart 1987.
- Werner Riegel. „ … beladen mit Sendung. Dichter und armes Schwein“. Haffmans, Zürich 1988, ISBN 3-251-00119-1.
- Einmalig wie wir alle. Rowohlt, Reinbek 1989.
- Dreizehn deutsche Dichter. Rowohlt, Reinbek 1989.
- Selbst III/88. Aus der Fassung. Haffmans, Zürich 1989.
- Komm raus! Gesänge, Märchen, Kunststücke. Wagenbach, Berlin 1992.
- Deutschland, ein Lügenmärchen. Wallstein, Göttingen 1993.
- Lass leuchten! Memos, Märchen, TaBu, Gedichte, Selbstporträt mit und ohne Hut. Rowohlt, Reinbek 1993.
- Tabu I. Tagebücher 1989–1991. Rowohlt, Reinbek 1995.
- Gedichte. Rowohlt, Reinbek 1996.
- Ich habe Lust, im weiten Feld… Betrachtungen einer abgeräumten Schachfigur. Wallstein, Göttingen 1996.
- Die Last, die Lust und die List. Aufgeklärte Märchen. Rowohlt, Reinbek 1996.
- Ein Buch der Freundschaft. Rommerskirchen, Remagen-Rolandseck 1996.
- Lethe mit Schuß. Gedichte. Suhrkamp, Frankfurt am Main 1998.
- wenn – aber dann. Vorletzte Gedichte. Rowohlt, Reinbek 1999.
- Von mir zu Euch für uns. Steidl, Göttingen 1999, ISBN 3-88243-683-2.
- Wo ich gelernt habe. Wallstein, Göttingen 1999.
- mit Horst Janssen: Mein lieber Freund und Kompanjung. Jud, Hamburg 1999.
- mit Robert Gernhardt: In gemeinsamer Sache. Gedichte über Liebe und Tod, Natur und Kunst. Haffmans, Zürich 2000.
- Das Lied der Deutschen. Wallstein, Göttingen 2001. (Über Hofmann von Fallersleben)
- Funken fliegen zwischen Hut und Schuh. Lichtblicke, Schweifsterne, Donnerkeile. Herausgegeben von Stefan Ulrich Meyer. Deutsche Verlagsanstalt, München 2003.
- Tabu II. Tagebücher 1971–1972. Rowohlt, Reinbek 2004.
- Wenn ich mal richtig ICH sag … . Ein Lese-Bilderbuch. Steidl, Göttingen 2004.
- Aufwachen und Wiederfinden. Gedichte. Insel, Frankfurt am Main 2007.
- Paradiesvogelschiß. Gedichte. Rowohlt, Reinbek 2008.

### Postum
- Selbst III/88. Aus der Fassung. Neuausgabe. Haffmans bei Zweitausendeins, Frankfurt 2009.
- Briefwechsel mit Kurt Hiller 1953–1960, In: Rüdiger Schütt (Hrsg.): Zwischen den Kriegen. Werner Riegel, Klaus Rainer Röhl und Peter Rühmkorf: Briefwechsel mit Kurt Hiller 1953–1971. Edition text + kritik, München 2009, ISBN 978-3-88377-997-3.
- Dirk von Petersdorff (Hrsg.): Der Kuss der Erkenntnis – Gedichte. Reclam, Stuttgart 2011.
- Peter Rühmkorf. (= Poesiealbum. 293). Märkischer Verlag, Wilhelmshorst 2011, ISBN 978-3-931329-93-8.
- Peter Rühmkorf: Auf Wiedersehen in Kenilworth Ein Katzen–Märchen, Insel Verlag, Berlin 2011, ISBN 978-3-458-35355-3.
- In meinen Kopf passen viele Widersprüche. Über Kollegen, hrsg. von Susanne Fischer und Stephan Opitz. Wallstein Verlag, Göttingen 2012, ISBN 978-3-8353-1171-8.
- Marcel Reich-Ranicki und Peter Rühmkorf: Der Briefwechsel. Hrsg. von Christoph Hilse und Stephan Opitz. Wallstein Verlag, Göttingen 2015, ISBN 978-3-8353-1620-1.
- Sämtliche Gedichte. Hrsg. von Bernd Rauschenbach. Rowohlt Verlag, Reinbek bei Hamburg 2016, ISBN 978-3-498-05802-9.
- Des Reiches genialste Schandschnauze. Texte und Briefe zu Walther von der Vogelweide. Hrsg. von Stephan Opitz. Wallstein Verlag, Göttingen 2017, ISBN 978-3-8353-3039-9.

### Herausgabe
- Werner Riegel: Gedichte und Prosa. Limes, Wiesbaden 1961.
- Wolfgang Borchert: Die traurigen Geranien und andere Geschichten aus dem Nachlass. Rowohlt, Reinbek 1962.
- Primanerlyrik, Primanerprosa. Eine Anthologie. Rowohlt, Reinbek 1965.
- 131 expressionistische Gedichte. Wagenbach, Berlin 1976.
- Das Mädchen aus der Volkskommune. Chinesische Comics. Rowohlt, Reinbek 1976.
- mit Theo Rommerskirchen: Ein Buch der Freundschaft. Remagen-Rolandseck: Rommerskirchen. 1996.
- Arno Schmidt: Lesen ist schrecklich! Das Arno-Schmidt-Lesebuch. Haffmans, Zürich 1997.
- Die Geschichte vom Lastkran, der eine Schiffssirene sein wollte. Prosa, Lyrik, Szene & Essays. Swiridoff, Künzelsau 2002.

## Schallplatten und CDs
- Im Vollbesitz meiner Zweifel – Lyrik und Jazz – Bearbeitung: Joachim-Ernst Berendt; Rezitation: Gert Westphal, Musik: Johnny Griffin. Schallplatte Nr. 3 der TWEN-Serie Lyrik und Jazz, Produktion: Philips, Best.-Nr.: 10.63.1 TWEN. Aufnahmedatum: 1962, Veröffentlichung: 1963.
- Warum ist die Banane krumm? Schallplatte für Kinder. 1971, mit Peter Bichsel u. a.
- Der Ziegenbock im Unterrock. Kinderverse und -geschichten, gesammelt von Peter Rühmkorf. Schallplatte. 1973.
- Kein Apolloprogramm für Lyrik. Schallplatte (mit Michael Naura, Wolfgang Schlüter, Eberhard Weber). 1976 [ECM 2305801 SP]
- Phönix voran! Schallplatte (mit Michael Naura, Wolfgang Schlüter, Leszek Zadlo). 1978 [ECM 2305802 SP]
- Außer der Liebe nichts. Liebesgedichte. Gelesen von Peter Rühmkorf. Der Hörverlag, München 1999. 1 CD. (Audio Books.)
- Robert Gernhardt & Peter Rühmkorf lesen: In gemeinsamer Sache. Raben-Records im Heyne Hörbuch, München 2000. 1 MC.
- Peter Rühmkorf liest Lyrik und Prosa. Hrsg. von Harro Zimmermann und Walter Weber. Wallstein-Verlag, Göttingen / Radio Bremen, Bremen 1999. 2 CDs.
- Rühmkorf, Enzensberger: Jahrgang 1929: Zwei Lyriker im Doppelbild. Hoffmann und Campe Hörbücher, NDR Audio, Hamburg: 2002. 2 CDs.
- Günter Grass und Peter Rühmkorf lesen: Komm, Trost der Nacht. Barocklyrik. Der Hörverlag, München 2004. 1 CD.
- Peter Rühmkorf, mit Dietmar Bonnen und Andreas Schilling: Früher, als wir die großen Ströme noch …, Rühmkorf-Gedichte mit Musik. Random House 2006. 1 CD.
- Paradiesvogelschiß. Gedichte. Von, für und mit Peter Rühmkorf. Regie: Charlotte Drews-Bernstein. Hoffmann und Campe Hörbücher, Hamburg 2008. 1 CD.
- Für und mit Peter Rühmkorf – Zwischen Freund Hein und Freund Heine – Eine Einführung in Leben und Werk von Charlotte Drews-Bernstein. Eine Produktion der Arno-Schmidt-Stiftung. Hoffmann und Campe, Hamburg, Hörbücher. 2009 3CDs, ISBN 978-3-455-30667-5.
- Jazz & Lyrik. Aufnahmen 1976–2006. 3 CDs mit Beibuch. Eine Edition der Arno Schmidt Stiftung (Hrsg.). Hoffmann & Campe, Hamburg 2009

## Filme
- Kleine Anweisung zum glücklichen Leben. 1963.
- Schwarz-Weiß-Rot. 1964.
- Abends wenn der Mond scheint. 1964.
- Zurück zur Kultur. 1968.
- Ein Mann ohne Ufer. Auf den Spuren von Hans Henny Jahnn. 1980, zusammen mit Paul Kersten
- Wortwechsel. Peter Rühmkorf im Gespräch mit Gabriele von Arnim. Produktion: Südwestfunk, 1996, 30 Min.
- „Das Literarische Quartett. Zum 50. Todestag von Bertolt Brecht“, mit Marcel Reich-Ranicki, Hellmuth Karasek, Iris Radisch und Peter Rühmkorf als Gast. Produktion: ZDF, Erstausstrahlung: 11. August 2006, („Literarisches Quartett“ – In den Ruhm oder ins Grab? der FAZ)

## Interviews
- „Die Pariser Philosophen sind banal“. Arbeiter-Zeitung. 1989, Günter Kaindlstorfer im Gespräch mit Peter Rühmkorf
- Wir alle spielten gern mit Waffen. In: Süddeutsche Zeitung. 24. April 2007
- Ich bin ein Glücksprophet. In: Die Zeit. 27. März 2008
- Helmut Heißenbüttel, »Traditionen von Gemütsinhalten«. Gespräch mit Peter Rühmkorf. In: Sinn und Form 3/2020, S. 353–360
- Die Widersprüche singen lassen. Aufgezeichnet von Gabriele Helen Killert. In: Sinn und Form 3/2020, S. 361–368